# Black Widow (banda)
Para el personaje de cómic Marvel, ver Viuda Negra (cómic)
Black Widow fue un grupo de rock progresivo y hard rock que se formó en Leicester (Inglaterra) en septiembre de 1969. El grupo se hizo conocido por su uso pionero de iconografía satanista y ocultista en su música y sus actuaciones.

## Historia
El grupo surge de otro anterior, llamado Pesky Gee!, formado en 1966 por Kay Garrett (cantante), Kip Trevor (cantante, guitarrista y armónica), Chris Dredge (guitarra), Bob Bond (bajo), Clive Box (batería y piano), Jess "Zoot" Taylor (órgano), Clive Jones (saxofón y flauta). Jim Gannon (guitarra, voz y metalófono), reemplazó a Dredge en la primavera de 1969. La banda se disolvió en septiembre de 1969. 
El grupo publicó un álbum para Pye Records como Pesky Gee!, Exclamation Mark (1969), antes de que Garrett dejara la banda. El resto de los miembros siguieron como Black Widow y publicaron su primer álbum, Sacrifice, en 1970. El uso de referencias ocultistas en su música y sus conciertos atrajo cierta atención sobre la banda. En sus conciertos fingían sacrificar a una mujer desnuda. La banda atrajo aún más la polémica cuando pidieron ayuda al famoso brujo de Wicca Alex Sanders. 
Polémica aparte, Sacrifice alcanzó el número #32 en las listas británicas de LP. El grupo actuó también en el Festival de Whitsun en Plumpton y en el Festival de la Isla de Wight en 1970. En 1971, la banda abandonó la parte más oscura de su iconografía ocultista para intentar, infructuosamente, llegar a un público más amplio. Tras reemplazar a Bond y Box por Geoff Griffith y Romeo Challenger, Black Widow publicó el LP que lleva el nombre del grupo en 1971 y Black Widow III in 1972. Por entonces, Gannon había dejado el grupo, siendo sustituido por John Culley. CBS Records rescindió el contrato con la banda, que grabó un nuevo disco, Black Widow IV, en el mismo año, ya sin compañía discográfica. El grupo se disolvió y la grabación permaneció inédita hasta 1997, en que la publicó Mystic Records. 
En 1999 se publicó Return to the Sabbat, que ofrece una versión más antigua de los temas de su álbum de debut, con Garrett aún en el grupo. En 2000, el sello italiano Black Widow Records publicó King of the Witches: Black Widow Tribute, un disco de homenaje en el que participaron grupos como Death SS y Church of Misery, así como dos miembros originales de la banda, Kip Trevor and Clive Jones. En 2003 Sanctuary Records publicó un doble CD recopilatorio, Anthology. 
En 2007, Mystic Records publicó en DVD un concierto inédito, Demons Of The Night Gather To See Black Widow - Live. El grupo interpreta completo su LP Sacrifice, de 1970. El interés por el grupo ha ido creciendo, y por ello Clive Jones y Geoff Griffith han anunciado que están trabajando en nuevas canciones de Black Widow. La nueva formación podría contar con Paolo "Apollo" Negri, teclista del grupo italiano de hard rock Wicked Minds. El nuevo disco del grupo tiene como título provisional Sleeping With Demons. Tony Martin participará como cantante invitado.
La canción más popular de Black Widow, Come to the Sabbat, ha sido versionada por muchos artistas, entre ellos Timberjack (éxito del Top 10 en Nueva Zelanda en 1971), Jon the Postman, Bewitched, Death SS y Propagandhi.

## Miembros del grupo
- Kay Garrett (nacido el 5 de abril de 1949 en Leicester, Leicestershire).
- Kip Trevor (Christopher J Trevor, n. el 12 de noviembre de 1946 en Littlemore, Oxfordshire).
- Jim Gannon (James Gannon, nacido en 1947 en Leicester, Leicestershire).
- Bob Bond (Robert Bond, n. 2 de octubre de 1940,  Brighton, Sussex).
- Clive Box (1946, Leicester, Leicestershire).
- Jess "Zoot" Taylor (10 de noviembre de 1948, Leicester).
- Clive Jones (Clive Alan Jones, 28 de mayo de 1949, Leicester, Leicestershire).
- Geoff Griffiths (Geoffrey Griffiths, 4 de abril de 1948, Leicester, Leicestershire).
- Romeo Challenger (18 de mayo de 1950, Antigua, West Indies).

## Discografía
Álbumes de estudio
- 1969: Exclamation Mark (como Pesky Gee!) (Pye Records)
- 1970: Sacrifice (CBS Records)
- 1971: Black Widow (CBS Records)
- 1972: III (CBS Records)

Álbumes póstumos
- 1997: IV grabado en 1972(Mystic Records)
- 1998: Return to the Sabbat (Mystic Records)
- 2008: Demons of the Night Gather to See Black Widow - Live (Mystic Records)

Sencillos
- 1970: "Come to the Sabbat" b/w "Way to Power" (CBS Records)
- 1971: "Wish You Would" b/w "Accident" (CBS Records)

Álbumes recopilatorios
- 2001: Return to the Sabbat (Black Widow Records)
- 2003: Come to the Sabbat - Anthology (Sanctuary Records)